# Eddie Cibrian
Eddie Cibrian, all'anagrafe Edward Carl Cibrian (Burbank, 16 giugno 1973), è un attore statunitense di origini cubane.

## Biografia
Inizia la sua carriera nel 1995, interpretando Matt Clark nella soap opera Febbre d'amore, in seguito, dopo alcune piccole apparizioni in Sabrina, vita da strega e Beverly Hills 90210, recita nella serie tv Baywatch Nights e nella soap opera Sunset Beach. Recita nelle due serie televisive che lo hanno reso più noto, Camelot - Squadra emergenza nel ruolo del vigile del fuoco Jimmy Doherty, e in Invasion nel ruolo di Russell Varon. Ha fatto la guest-star in una puntata del telefilm Sabrina, vita da strega, in cui interpretava un vigile del fuoco. Nel 1998 ha lavorato insieme a Chuck Norris al film per la televisione La vendetta di Logan.
Ha lavorato nel film tv L'avvocato di strada e per il cinema ha lavorato nel film di Richard LaGravenese Kiss, nella commedia Dimmi che non è vero e nell'horror Il nascondiglio del diavolo - The Cave. Nel 2006 partecipa alla serie drammatica Vanished, nel ruolo dell'agente Daniel Lucas, in seguito appare come guest star in alcuni episodi di Dirty Sexy Money, Samantha chi?, Ugly Betty (nel ruolo di Tony) e The Starter Wife. Ha interpretato il ruolo di Jesse Cardoza nell'ottava stagione della serie TV CSI Miami. Nel 2011 è co-protagonista nella serie televisiva The Playboy Club.

### Vita privata
Nel maggio del 2001 ha sposato l'ex modella Brandi Glanville, da cui ha avuto due figli: Mason Edward Cibrian, nato nel 2003, e Jake Austin Cibrian, nato nel 2007. Dal 2009 ha una relazione con la cantante LeAnn Rimes, per la quale ha divorziato dalla moglie nel 2010. Cibrian e la Rimes si sono sposati il 22 aprile 2011.

## Filmografia

### Cinema
- Kiss (Living Out Loud), regia di Richard LaGravenese (1998)
- Gonne al bivio (But I'm a Cheerleader), regia di Jamie Babbit (1999)
- Dimmi che non è vero (Say It Isn't So), regia di J.B. Rogers (2001)
- Il nascondiglio del diavolo - The cave (The Cave), regia di Bruce Hunt (2005)
- Cuori di vetro (Not Easily Broken), regia di Bill Duke (2009)
- Good Deeds, regia di Tyler Perry (2012)
- Come un padre (Notes from Dad), regia di Eriq La Salle (2013)
- The Best Man Holiday, regia di Malcolm D. Lee (2013)
- Single Moms Club, regia di Tyler Perry (2014)

### Televisione
- Bayside School - Un anno dopo (Saved by the Bell: The College Years) - serie TV, episodio 1x09 - non accreditato (1993)
- Febbre d'amore (The Young and the Restless) – soap opera, 3 episodi di cui 2 non accreditati (1994-1996)
- CBS Schoolbreak Special - serie TV, episodio 12x04 (1995)
- Baywatch Nights – serie TV, 34 episodi (1996-1997)
- Beverly Hills 90210 - serie TV, episodio 7x02 (1996)
- Sabrina, vita da strega (Sabrina, the Teenage Witch) – serie TV, episodio 1x06 (1996)
- Sunset Beach – soap opera, 377 episodi (1997-1999)
- La vendetta di Logan (Logan's War: Bound by Honor), regia di Michael Preece – film TV (1998)
- Sunset Beach: Shockwave, regia sconosciuta - film TV (1998)
- 3deep, regia di Badry Moujais - film TV (1999)
- Squadra emergenza (Third Watch) – serie TV, 101 episodi (1999-2005)
- In the Beginning - In principio era (In the Beginning), regia di Kevin Connor – film TV (2000)
- Citizen Baines – serie TV, episodio 1x01 (2001)
- L'avvocato di strada (The Street Lawyer), regia di Paris Barclay - film TV (2003)
- Invasion – serie TV, 22 episodi (2005-2006)
- Tilt – serie TV, 9 episodi (2005)
- Vanished – serie TV, 7 episodi (2006)
- Criminal Minds – serie TV, episodio 3x02 (2007)
- Dirty Sexy Money – serie TV, episodio 1x06 (2007)
- Football Wives, regia di Bryan Singer – film TV (2007)
- Samantha chi? (Samantha Who?) – serie TV, episodi 1x07-1x09 (2007)
- Ugly Betty – serie TV, 7 episodi (2008)
- CSI: Miami – serie TV, 25 episodi (2009-2010)
- Luci d'inverno (Northern Lights), regia di Mike Robe – film TV (2009)
- Washington Field, regia di Jon Cassar - film TV (2009)
- Chase – serie TV, episodi 1x05-1x06-1x17 (2010-2011)
- Miracolo d'amore (Healing Hands), regia di Bradford May – film TV (2010)
- The Playboy Club – serie TV, 7 episodi (2011)
- For Better or Worse – serie TV, episodi 5 episodi (2012)
- Hot in Cleveland – serie TV, episodi 4x05-4x06-4x16 (2012-2013)
- Rizzoli & Isles – serie TV, episodi 3x03-3x10 (2012)
- Come Un Padre (Notes from Dad), regia di Eriq La Salle - film TV (2013)
- Baby Daddy - serie TV, 5 episodi (2015-2016)
- Rosewood - serie TV, 22 episodi (2016-2017)
- Take Two - serie TV, 13 episodi (2018)

## Doppiatori italiani
- Francesco Bulckaen in Baywatch Nights, Vanished, Luci d'inverno
- Fabrizio Manfredi in Il nascondiglio del diavolo - The Cave, Camelot - Squadra emergenza
- Massimiliano Manfredi in In the Beginning - In principio era
- Massimo De Ambrosis in Rosewood, Come un padre
- Francesco Prando in Dimmi che non è vero
- Tony Sansone in Invasion
- Riccardo Rossi in Criminal Minds
- Gianfranco Miranda in CSI: Miami
- Giorgio Borghetti in Baby Daddy
- Carlo Scipioni in Take Two